# یواس‌اس ابیلیتی (ای‌اف‌دی‌ال-۷)
یواس‌اس ابیلیتی (ای‌اف‌دی‌ال-۷) (به انگلیسی: USS Ability (AFDL-7)) یک کشتی بود که طول آن ۲۸۸ فوت (۸۸ متر) بود. این کشتی در سال ۱۹۴۴ ساخته شد.